# Endocitoza posredovana receptorom
Endocitoza posredovana receptorom (RME, endocitoza posredovana klatrinom) je proces kojim ćelije internalizuju (endocitiraju) molekule putem pupljenja usmerenog ka unutrašnjosti ćelijske membrane. Time se formiraju vezikule koje sadrže receptorske proteine.

## Spoljašnje veze
- Receptorom posredovana endocitoza